# 하타모토
하타모토(일본어: 旗本)는 일본 에도 시대의 쇼군 가문 직속의 가신단 중에서 고쿠다카(石高)가 1만 석 미만이면서, 의식 등에서 쇼군이 출석하였을 때 참석하여 알현이 가능한 가격(家格)을 가진 이들을 가리킨다. 원래는 주군의 군기를 지키는 무사단을 가리키는 말이다.
하타모토라 하더라도 토지개발, 상급자로부터 분봉, 타 영지로의 전봉 등 여러가지 이유로 고쿠다카가 증가되어 1만 석이 넘을 경우 다이묘로 승격했다.

## 같이 보기
- 다이묘
- 고케닌